# Stazione di Marilleva
La stazione di Marilleva è una fermata ferroviaria in località Marilleva 900 nel comune di Mezzana in provincia di Trento.
La stazione è frequentata in particolar modo dagli sciatori e dagli amanti della montagna, perché proprio davanti all'uscita della stazione si trova l'ingresso all'impianto di risalita che permette di accedere alla stazione sciistica Marilleva 1400, dove si trovano numerosi alberghi.
La gestione degli impianti di stazione è affidata a Trentino Trasporti.

## Storia
La stazione venne inaugurata il 5 maggio 2003 con l'apertura del tratto tra Malé e Marilleva.

## Strutture e impianti
La fermata ha solo un binario e dal 23 luglio 2016 è divenuta una fermata passante per via dell'attivazione del prolungamento ferroviario di 1 km fino al nuovo capolinea della stazione di Mezzana.
Il binario è servito da una banchina riparata da una lunga pensilina ondulata in legno.
Sono presenti numerosi monitor sia nel fabbricato viaggiatori sia lungo il binario.
La stazione è accessibile ai disabili grazie a un ascensore che permette di evitare le scale che portano dal binario al fabbricato viaggiatori, composto di due piani, di cui solo il primo dedicato ai viaggiatori.

## Servizi
- Biglietteria
- Bar
- Servizi igienici
- Sala d'attesa
- Ristorante